# Lotten Arnoldson
Charlotta (Lotten) Fredrika Arnoldson, (Estocolm, 9 de febrer, 1859 - Idem. 8 d'octubre, 1904), va ser una actriu sueca.
Lotten Arnoldson era filla del cantant d'òpera Oscar Arnoldson i Fredrika Dorotea Dag. Va debutar al "Royal Dramatic Theatre" com Maritana a Don César de Bazan de Jules Massenet, el 5 de novembre de 1879. Després va ser contractada per Emil Hillberg al "Stora Teatern" de Göteborg, per Ludvig Josephson i Victor Holmquist al "Nya Teatern", i després per la companyia de teatre d'Albert Ranft.